# Podmoky, Nymburk
Podmoky là một làng thuộc huyện Nymburk, vùng Středočeský, Cộng hòa Séc.